# Bacalhôa Vinhos de Portugal
Bacalhôa Vinhos de Portugal', fundada em 1922, sob a designação João Pires & Filhos, fez um longo percurso, afirmando-se como um dos mais inovadores produtores de vinhos em Portugal, baseando o seu negócio na produção de uva a granel.

## História
Nos anos 1960, a empresa (João Pires & Filhos) foi vendida à família Avillez (Eng.º António Francisco Avillez) que apostou em toda a mecanização do processo e começou a produzir as primeiras marcas de vinho da empresa, localizada em Vila Nogueira de Azeitão: 1978 – Tinto da Ânfora (Alentejo) e  1979 – Quinta da Bacalhôa Tinto (Peninsula de Setúbal) – 1º Cabernet Sauvignon português em conjunto com a família Scoville (proprietários do Palácio da Bacalhôa entre 1936-2000) 
Com o crescimento da empresa, inicia-se também a produção de outros tipos de vinhos, brancos, moscatel de setúbal e espumantes. Doravante, a empresa para a ser conhecida por JP Vinhos.
Em 1995, o Comendador José Berardo iniciou a sua participação no capital da sociedade, ajudando a fortalecer a sua missão e investimento no plantio de novas vinhas, modernização das adegas e na aquisição de novas propriedades, nomeadamente a Quinta do Carmo em Estremoz.
Na viragem do milénio, a JP Vinhos passou a ser designada por Bacalhôa Vinhos de Portugal S.A. e adquire o Palácio e Quinta da Bacalhôa, onde se produzem as uvas da casta Cabernet Sauvignon do famoso vinho tinto Quinta da Bacalhoa. Em 2001, surge a primeira colheita do Palácio da Bacalhôa Tinto, feito também das uvas desta propriedade, localizada em Vila Fresca de Azeitão, mas somente produzido em anos excepcionais.
Em 2007, as Caves Aliança S.A. (actual Aliança Vinhos de Portugal), em Sangalhos, um dos produtores mais prestigiados nas categorias de espumantes, aguardentes e vinhos, foi adquirida pela Bacalhôa, tornando-se um dos maiores grupos vitivinícolas de Portugal. No mesmo ano inicia-se um dos mais dinâmicos  programas de enoturismo de Portugal: “Arte, Vinho &  Paixão” que alia a produção de vinhos a surpreendentes e autênticas colecções de arte.
O Grupo Bacalhôa dispõe de um total de 1200 hectares de vinhas, distribuídos em 40 quintas, 40 tipos de castas diferentes e 4 centros vínicos (adegas) de Norte a Sul de Portugal. A empresa distingue-se no mercado pela sua dimensão e pela autonomia em 90% na produção própria, sendo actualmente a empresa com maior área de vinha plantada em Portugal. No total, produzimos cerca de 20 milhões de litros de vinho por ano, cujos cerca de 50% são exportados para cerca de 60 países diferentes. Os principais mercados são Brasil, Canadá, Suíça, França e EUA.
Na Península de Setúbal, uma das maiores regiões, a área plantada são 555 hectares e são produzidos 6 milhões de litros anualmente, nas categorias de vinho branco, rosé, tinto e moscatel. 
A Bacalhôa Vinhos de Portugal prossegue a sua aposta na inovação no sector, tendo em vista a criação de vinhos que proporcionem experiências únicas e surpreendentes, com uma elevada qualidade e consistência.

## Regiões de produção
Estamos presentes em 7 regiões vinícolas portuguesas – Alentejo, Bairrada, Beiras, Dão, Douro, Lisboa, e Setúbal.